# Греков, Степан Максимович
Степан Максимович Греков (1706—1748) — российский полковой командир эпохи Анны Леопольдовны и Елизаветы Петровны, выпускник Инженерной школы, лефортовец, преображенец, кавалергард, полковник Каргопольского драгунского полка.

## Ранние годы
Родился в семье сподвижника Петра Великого, московского обер-полицмейстера и генерал-майора Максима Тимофеевича Грекова (скончался после 1730 года). В 1720 году поступил в Инженерную школу, из которой выпущен в 1724 году. 
Грамоте и писать знает и по-немецки говорить и писать умеет.

## Военная служба
По выходе из Школы определён солдатом в Лефортовский полк. В 1725 году переведён солдатом в Преображенский полк с назначением личным курьером царствующего монарха:
в Кабинет курьером в прапорщичей ранг и, будучи курьером, был во многих на почте посылках.
В 1728 году произведён в подпоручики кавалерии, в 1728 году назначен в Кавалергардский корпус с производством в поручики. В 1730 году — произведён в капитаны.
По сведениям «Сборника биографий кавалергардов», при воцарении Анны Иоанновны в 1730 году — находился в числе 166 лиц, подписавших известное прошение князя Черкасского, составленное Кантемиром. Однако ни позднейшие исследования Д. А. Корсакова, ни современные исследователи этого не подтверждают. По данным современных исследований в числе подписавших находились его отец и дядя, Степан Греков — также известный деятель петровской эпохи.
По реформировании Кавалергардского корпуса в 1731 году Греков выразил желание служить в драгунских полках Украинского корпуса, но был определён в Кирасирский графа Миниха полк ротмистром. В 1732 году тем же чином переведён в Кирасирский Брауншвейгский полк, где в 1736 году произведён в секунд-майоры, а в 1738 году — в премьер-майоры.
Во время оной службы никогда от полку отлучён не был, только во время Турецкой войны, тако-ж в Польше и в прочих воинских против неприятеля случившихся оказиях был же безотлучно, а на главных баталиях и штурмах нигде не бывал, понеже помянутому Кирасирскому полку нигде случай не допустил.
Наделён поместьем в сельце Топханове Каширского уезда Московской провинции.
В 1741 году произведён в полковники с назначением командиром Каргопольского драгунского полка, 4 апреля 1748 года скончался в указанной должности.